# 俗離山國立公園
俗離山國立公園（：／ Songnisan Gungnip Gongwon */?）是位於韓國忠清北道報恩郡、槐山郡與慶尚北道尚州市的山岳型國立公園。1970年3月24日與雪嶽山國立公園、漢拏山國立公園被同時指定，總面積275平方公里。
俗離山屬太白山脈之一部分，標高海拔1,058公尺，處忠清北道和慶尚北道之間。該地區人文遺產豐富，著名景點法住寺即在俗離山，亦有不少韓國國家指定紀念物位於俗離山一帶。

## 沿革
- 1964年6月24日：史蹟及名勝地第4號指定－俗離山法住寺。
- 1969年1月21日：觀光地指定 (交通部)。
- 1970年3月24日：國立公園指定 (建設部公告第28號)。
- 1973年12月1日：國立公園管理事務所開所。
- 1984年12月30日：國立公園區域擴張 (106.18km²→274.766km²)。
- 1986年1月1日：俗離山國立公園管理事務所華陽洞支所開所 (華陽洞道立公園管理事務所→國立公園管理事務所改稱)。
- 1987年8月5日：國立公園管理公團改稱俗離山西部管理事務所。
- 1988年10月1日：俗離山管理事務所改稱 (西部、東部管理事務所統合)。東部事務所→機構縮小、改稱化北分所。
- 1998年2月28日：國立公園業務移管 (內務部→環境部)。

## 關聯區域
- 忠淸北道
  - 報恩郡俗離山面
  - 槐山郡青川面
- 慶尚北道
  - 尚州市化北面、化南面